# 佐藤重平
佐藤 重平（さとう じゅうへい、1911年（明治44年） - 1996年（平成8年）5月5日）は、日本の植物学・遺伝学者。
岩手県出身。第二高等学校卒、1934年東京帝国大学理学部植物学科卒、同大学院満期退学。理学博士。第四高等学校教授、東京高等学校教授、東京大学教養学部助教授、教授、1971年定年退官、名誉教授、順天堂大学教授、自治医科大学教授。没後正四位受勲。

## 著書
- 『有用植物と育種』河出書房、1950
- 『基礎進化学』裳華房、1954
- 『現代生物学』東京創元社 東大教養生物学、1958
- 『遺伝の話』至文堂 学生教養新書、1961
- 『遺伝 細胞から分子へ』裳華房 基礎生物学選書、1978

### 共著編
- 『基礎植物学』小野知夫、猪野俊平共著 裳華房、1949
- 『生物学実験 大学実習』編 裳華房、1955
- 『基礎細胞学』和田文吾共著 裳華房、1956
- 『基礎細胞学』修訂版 和田文吾、太田次郎共著 裳華房、1968
- 『生物の実験法』石田寿老共編 裳華房、1958
- 『現代植物学』木村陽二郎共著 裳華房、1965
- 『基礎生物学』編 裳華房、1971

## 参考
- 『遺伝　細胞から分子へ』著者紹介
- 『官報』1934年4月19日
- 読売新聞叙勲記事